# Salangane des Marquises
Aerodramus ocistus, Collocalia ocista
Espèce
Synonymes
- Collocalia ocista Oberholser, 1906
(protonyme)

La Salangane des Marquises (Aerodramus ocistus), anciennement Collocalia ocista, est une espèce d'oiseaux de la famille des Apodidae.

## Répartition
Cet oiseau est endémique des îles Marquises.

## Taxinomie
Selon la classification de référence du Congrès ornithologique international (15.1, 2025) elle se répartit en deux sous-espèces :
- A. o. ocistus (Oberholser, 1906) — nord : Eiao, Nukuhiva et Uahuka ;
- A. o. gilliardi (Somadikarta, 1994) — sud : Ua Pou, Hivaoa, Tahuata et Moho Tani.